# Laura Carneiro
Maria Laura Monteza de Souza Carneiro (Rio de Janeiro, 1º de maio de 1963) é uma advogada e política brasileira. Formou-se em Direito pela Universidade do Estado do Rio de Janeiro (UERJ). Exerceu quatro mandatos de vereadora e está em seu quinto mandato de deputada federal pelo Rio de Janeiro.

## Biografia
Inicia sua trajetória tornando-se assessora parlamentar de Ulysses Guimarães, então presidente da Assembleia Constituinte de 1988. Um ano depois, em 1989, é eleita para seu primeiro mandato de vereadora, aos 25 anos. Desde então, foi vereadora mais outras duas vezes e teve outros três mandatos consecutivos na Câmara dos Deputados.
É filha de Nelson Carneiro, ex-senador, ex-presidente do Congresso Nacional e autor da primeira emenda que institui o Parlamentarismo no Brasil, depois de cassada pelo regime militar. Autor da Lei do Divórcio, depois de uma luta de quase 30 anos. Formou-se em Direito na Universidade do Estado do Rio de Janeiro (UERJ) no ano de 1985.

### Atuação parlamentar
Laura Carneiro foi Secretária Municipal de Desenvolvimento Social antes dos 30 anos. Também foi vice-líder e líder partidária. É coautora de projetos como o Estatuto do Idoso. Já apresentou mais de mil proposições desde o seu primeiro mandado, em 1989, principalmente projetos de combate à violência contra a mulher, tendo atuado com firmeza também nos bastidores do Congresso para a aprovação da Lei Maria da Penha.

Em 2017 e 2018 foi Vice-presidente da Comissão de Defesa dos Direitos da Mulher, Vice-presidente da Comissão Mista de Orçamento e também era vice-líder de seu partido na Câmara dos Deputados, mas foi afastada por ter votado a favor da investigação da denúncia de corrupção contra o Presidente Michel Temer. 

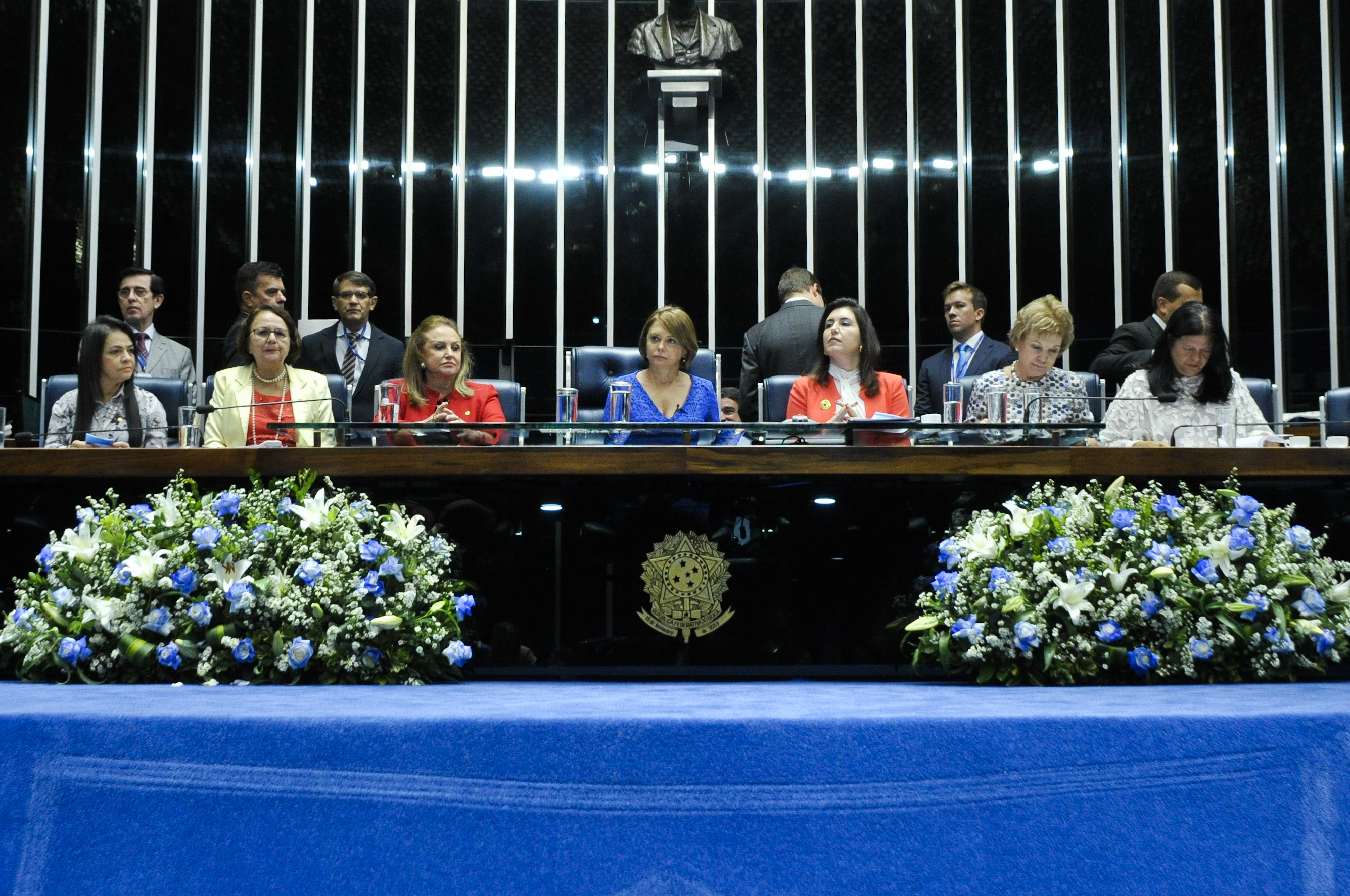
Laura Carneiro compõe a Mesa Diretora da Câmara durante Sessão Solene pela comemoração do Dia Internacional da Mulher

Apresentou ainda o PL n° 5453, que inclui na identificação civil de sexo as opções masculino, feminino e indeterminado, como prescreve a Constituição na referência à dignidade dos cidadãos relacionada com a expressão de gênero. Além de promover uma série de audiências públicas sobre o assunto. Desde outubro de 2015 até novembro de 2016, Laura Carneiro integrou cinco comissões permanentes da Câmara, destacando-se a de Defesa dos Direitos da Mulher. E teve atuação destacada na Comissão Especial que analisou a PEC 134/15, que reserva percentual mínimo de representação feminina no Poder Legislativo. Integrou mais de 10 Comissões Especiais, ressaltando a que injetou recursos nas Olimpíadas e Paralimpíadas Rio 2016 e a que trata da crise fiscal no Estado do Rio, coordenada por ela.
Foi ainda relatora da Intervenção Federal no Rio de Janeiro e Vice-Presidente da Comissão Mista de Orçamento.
Laura Carneiro também integra o grupo brasileiro do Parlatino (Parlamento Latino-Americano), organização que reúne Parlamentos Nacionais da América Latina que são eleitos democraticamente por voto popular, e da qual já foi vice-presidente.

## Desempenho eleitoral
| Ano  | Eleição                     | Coligação                          | Partido | Candidata a      | Votos          | Resultado             |
| ---- | --------------------------- | ---------------------------------- | ------- | ---------------- | -------------- | --------------------- |
| 1988 | Municipal do Rio de Janeiro | Rio, Amanhã Melhor (PSDB, PCdoB)   | PSDB    | Vereadora        | 7.837          | Eleita                |
| 1992 | Municipal do Rio de Janeiro | Pensa Rio (PMDB, PMSD, PL)         | PMDB    | Vereadora        | 12.214 (0,44%) | Eleita                |
| 1994 | Estadual no Rio de Janeiro  | Rio Unido (PSDB, PFL, PP, PL)      | PP      | Deputada federal | 34.932 (0,77%) | Eleita                |
| 1998 | Estadual no Rio de Janeiro  | Governo de Verdade (PFL, PPB, PTB) | PFL     | Deputada federal | 83.124 (1,17%) | Eleita                |
| 2002 | Estadual no Rio de Janeiro  | Todos pelo Rio (PFL, PMDB, PSDB)   | PFL     | Deputada federal | 62.472 (0,85%) | Eleita                |
| 2006 | Estadual no Rio de Janeiro  | sem coligação                      | PFL     | Deputada federal | 29.495 (0,40%) | Não eleita (suplente) |
| 2010 | Estadual no Rio de Janeiro  | PTB, PTN, PSDC, PHS, PTC           | PTB     | Deputada federal | 29.354 (0,37%) | Não eleita (suplente) |
| 2012 | Municipal do Rio de Janeiro | sem coligação                      | PTB     | Vereadora        | 14.621 (0,47%) | Eleita                |
| 2014 | Estadual no Rio de Janeiro  | PMDB, PP, PSC, PSD, PTB            | PTB     | Deputada federal | 34.550 (0,49%) | Não eleita (suplente) |
| 2018 | Estadual no Rio de Janeiro  | O Rio quer paz (DEM, MDB, PP, PTB) | DEM     | Deputada federal | 40.212 (0,57%) | Não eleita (suplente) |
| 2020 | Municipal do Rio de Janeiro | sem coligação                      | DEM     | Vereadora        | 14.646 (0,60%) | Eleita                |
| 2022 | Estadual no Rio de Janeiro  | sem coligação                      | PSD     | Deputada federal | 48.073 (0,58%) | Eleita                |